# 십일각형

정십일각형

기하학에서 십일각형은 변이 열한 개인 도형이다. 한변의 길이가 {\displaystyle a} 인 정십일각형의 넓이는 다음과 같다.
{\displaystyle A={\frac {11}{4}}a^{2}\cot {\frac {\pi }{11}}\simeq 9.36564\,a^{2}.}
정십일각형의 내각의 크기는 147.272727...도이며 내각의 합은 1620도이다.
11은 {\displaystyle 2^{u}3^{v}+1\,} 꼴의 피어폰트 소수가 아니므로 각의 3등분기를 사용해서도 작도할 수 없으나 2014년에 눈금 있는 자를 이용한 뉴시스 작도법이 발견되었다.